# Philipp Steinacker

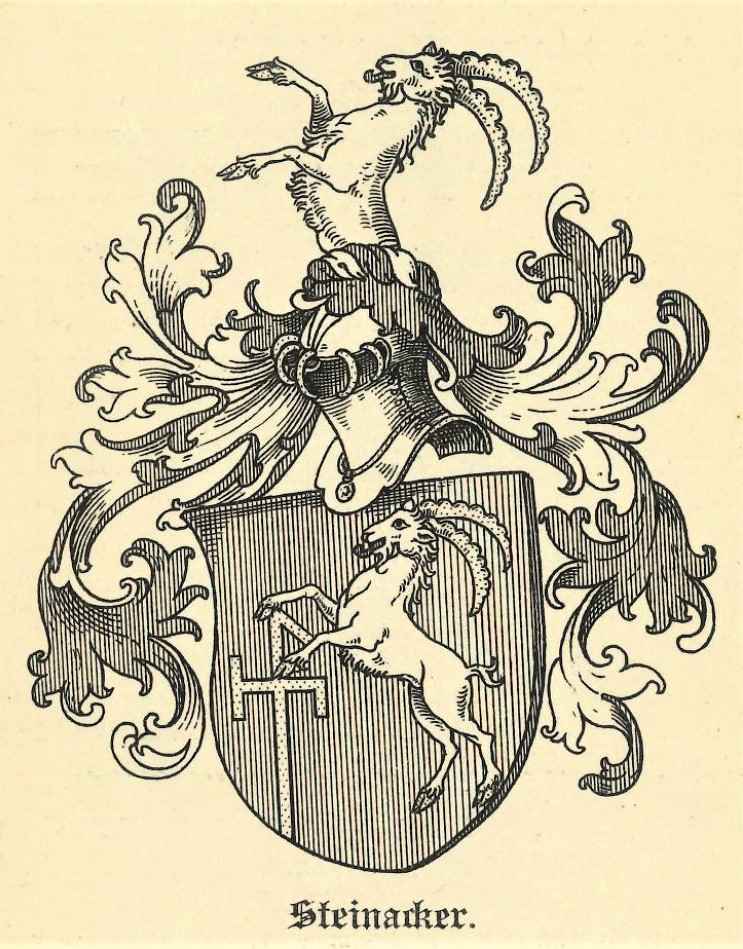
Wappen der Familie Steinacker

Philipp Steinacker (* um 1565 in Quedlinburg; † 2. Juni 1613 in Coburg) war ein deutscher Rechtswissenschaftler.

## Familie
Philipp Steinacker entstammte der bürgerlichen Familie Steinacker, die seit Beginn des 16. Jahrhunderts urkundlich in Quedlinburg nachgewiesen ist. Die ununterbrochene Stammfolge beginnt mit seinem Großvater Hans Steinacker, der 1530 Ratsherr und Kämmerer der Stadt Quedlinburg war. 
Philipp Steinacker war Sohn des Quedlinburger Ratsherrn und Kämmerers Christian Steinacker († 1579) und seiner Ehefrau Anna geb. Kalw († 1594). Sein Vater wurde 1574 „vom Bürgermeister beider Städte Quedlinburgk anstatt und von wegen des Marschalcksambts des freien Weltlichen Stifts Quedlinburgk“ mit einer Hufe Land belehnt. Steinacker hatte noch zwei Brüder:
- Johann Steinacker, wurde 1598 zum Bürgermeister von Quedlinburg gewählt und starb nach nur 20 Wochen im Amt an der Pest.
- Christian Steinacker der Jüngere (1565–1622), Doktor der Rechte, 1590 Professor an der Universität Jena, später Assessor am Magdeburger Schöppenstuhl.

Aus Steinackers 1592 in Wittenberg geschlossenen Ehe mit Christina geb. Dobenecker (1555–1608), Tochter des Pegauer Bürgermeisters und Amtmanns Ambrosius Dobenecker († 1578), gingen drei Kinder hervor, darunter:
- Sabina Steinacker (1595–1640), die spätere Ehefrau des Römhilder Stadtphysicus Johannes May,
- Johannes Steinacker, studierte an der Universität Jena. Er verkaufte nach dem Tod seines Onkels Christian den ihm zugefallenen Steinackerschen Grundbesitz.

## Leben
Über Steinackers erste Jahre ist nicht viel bekannt. Am 22. Juni 1583 erscheint er erstmals an der Universität Helmstedt zum Studium der Rechtswissenschaften. Im Juli 1585 wechselte er an die Universität Wittenberg und immatrikulierte sich dort zusammen mit seinem Bruder Christian. Alle Brüder wurden 1590 mit der Hufe ihres verstorbenen Vaters belehnt. Steinacker verließ die Universität 1591, als er zum Doktor beider Rechte promoviert wurde. 1597 wurde er zum Advokaten am Hofgericht in Wittenberg ernannt.
Anfang 1606 verstarb in Coburg der bisherige Ordinarius am Schöppenstuhl, Elias Friedrich Volckenannt. Für die vakante Stelle war ein Nachfolger erforderlich, welcher „nicht allaine gemeiner beschriebenen Rechten, sondern auch der Sachsischen Proceß mechtig, Welche im Hoffgericht und Schoppenstuhl auch andern derselben angelagenen wichtigen sachen nuzlich gebrauche konte“. Vom Assessor des kurfürstlich-sächsischen Oberhofgerichts in Leipzig, Michael Wirth, wurde daraufhin Philipp Steinacker vorgeschlagen. Im November 1606 kam es zu einem Zusammentreffen der beiden in Leipzig, wobei Steinacker deutlich machte, dass er an einer Abberufung nach Coburg nicht interessiert sei. Allerdings konnte er auf Befehl von Kurfürst Christian II. das Angebot für Coburg nicht mehr ablehnen. Dennoch bedingte er sich einen Umzug erst zu Ostern 1607 aus, da ihm in der winterlichen Zeit dies für seine Familie zu beschwerlich erschien. Am 3. Juni 1607 wurde er zum Ordinarius des Hofgerichts und Schöppenstuhls in Coburg bestellt; seine Besoldung belief sich auf stattliche 300 Gulden jährlich. Am gleichen Tag zwischen 8 und 9 Uhr legte er in Gegenwart des Kanzlers Volkmar Scherer in der „größern Rathstubenn“ der Regierung seinen Diensteid ab. Im gleichen Jahr wurde er auch zum fürstlich-sächsischen Rat, zuständig für das kaiserliche Kammergericht in Speyer sowie für geheime Sachen, ernannt.
Die Grabstätte von Philipp und Christina Steinacker auf dem Salvatorfriedhof in Coburg ist nicht mehr überliefert, nur die Grabsteine seines Schwiegersohnes Johannes May von 1671 sowie seiner Enkelin Anna Sabina Gihnlein von 1706 verweisen noch auf sie.

## Werke
- Theses de condictione indebiti, quas, erschienen bei Simon Gronenberg, Wittenberg, 1587
- Deo pot. max. avw., ohne Angabe des Verlegers, Wittenberg, 1588
- als Mitautor: Quinquaginta Quaestionum Insignium, Ad Iuris Communis, Saxonici, Et Electoris Sax. Constitutionum Provincialium Declarationem Pertinentium, quarum pleraeq[ue] ex Clarissimi I.C.D. Michalis Teuberi […], erschienen bei Meisner, Wittenberg, 1613